# Tony Cascarino
Pour les articles homonymes, voir Cascarino.
Tony Cascarino, né le 1er septembre 1962 à St Paul's Cray en Angleterre (Royaume-Uni), est un footballeur irlandais. Il s'est fait connaître comme buteur sous les couleurs de divers clubs anglais et français et de l'équipe de la république d'Irlande de football.

## Biographie
Pendant qu'il aspirait à devenir un joueur de football professionnel et avant de fouler les plus grandes pelouses d'Europe, Tony Cascarino a souvent fait des petits boulots tels que coiffeur, puis maçon et évoluait en division d'honneur anglaise avec Crokenhill.
À 19 ans, il signe son premier contrat pro avec l'équipe de troisième division de Gillingham, dans les Medway Towns, une ville située à une soixantaine de kilomètres au sud-est de Londres, à mi-chemin entre la capitale et la côte. En six ans, il dispute 219 matchs et marque 78 buts. Millwall, le club qu'il supportait étant enfant, le recrute en 1987. Tony Cascarino découvre le plus haut niveau anglais et continue de marquer régulièrement avec Millwall. Aston Villa débourse alors l'équivalent de quinze millions de francs pour s'attacher ses services. Tony Cascarino va alors vivre plusieurs saisons mi-figue mi-raisin notamment à cause d'une fracture du cartilage du genou.
Après être passé par le Celtic et Chelsea, Tony découvre la France et signe à Marseille, qui vient d'être relégué en deuxième division à la suite de l'affaire VA-OM. Il inscrit 70 buts en deux saisons (dont notamment 5 triplés et 8 doublés) et devient le chouchou du Stade Vélodrome. De retour en première division, il tarde à trouver le chemin des filets et choisit alors de partir vers l'AS Nancy-Lorraine. Dès son premier match, il réussit un triplé au Havre. L'Irlandais réussit une bonne saison mais ne peut empêcher l'ASNL d'être reléguée. Nancy retrouve l'élite dès la saison suivante. L'expérience et la rage de réussir de Cascarino n'y sont pas étrangères. Tony conseille les jeunes attaquants nancéiens et offre un solide point d'ancrage sur le front de l'attaque. Adroit devant le but, c'est surtout un formidable joueur de tête. À 38 ans, il réussit sa meilleure saison nancéienne et inscrit quinze buts en championnat.
Tony Cascarino choisit de jouer une dernière année et signe dans le club de National du Red Star. Après seulement quelques semaines et des résultats décevants, il décide de mettre un terme à sa carrière et multiplie les collaborations avec la presse britannique.
Né en Angleterre, Cascarino a pourtant choisi de jouer au niveau international avec la république d'Irlande. Son grand-père irlandais le rendait en effet sélectionnable pour l'équipe d'Irlande. Avec ce pays, il a notamment disputé le Championnat d'Europe de football 1988 et deux coupes du monde en 1990 et 1994. Après la fin de sa carrière, Cascarino révèle que, selon lui, il n'aurait jamais dû jouer en équipe d'Irlande, sa mère ayant été adoptée, ce qu'elle lui révéla tardivement (1996). Il déclare : « Je n'avais pas le droit de jouer pour l'Irlande. J'étais une arnaque. Un faux Irlandais. ». Cependant, peu de temps après, la Fédération d'Irlande de football déclara qu'après vérification du dossier elle concluait que Cascarino avait toujours été éligible pour l'attribution d'un passeport de la république d'Irlande, et donc sélectionnable en équipe nationale, l'adoption de sa mère lui valant ipso facto la nationalité irlandaise.
Depuis la fin de sa carrière, il a animé une émission sportive sur une radio et écrit pour le journal britannique The Times.
Néanmoins ses déclarations d'après carrière (avouant notamment s'être dopé et critiquant les clubs français) ont considérablement fait baisser sa popularité dans le cœur des supporters français.
Il découvre le poker à la fin de sa carrière tandis qu'il évoluait au Red Star. Il participe brillamment à de nombreux tournois pour un total de gain de 593 900 € ,.

## Autobiographie
Cascarino a publié son autobiographie qui a reçu de bonnes critiques.
Contrairement aux autobiographies sportives habituelles, le livre détaille sans filet son amour des jeux d'argent, principalement le poker sous toutes ses formes, et révèle que sa carrière a été gâchée par son manque de confiance en soi, qu’il décrit comme « une petite voix ». Le livre parle aussi sans détour de sa honte quant à son infidélité et du fait d’avoir quitté sa femme et ses deux fils, Michael et Teddy (prénom porté en hommage à Teddy Sheringham, son ancien coéquipier à Millwall). « Peut-être, seulement peut-être, j’étais tellement drapé dans ma célébrité toute nouvelle que j’étais devenu insensibilisé aux souffrances que je causais ».

## Palmarès

### En club
- Champion d'Angleterre de Second Division en 1988 avec Millwall
- Champion de France de Division 2 en 1995 avec l'Olympique de Marseille et en 1998 avec l'AS Nancy-Lorraine

### Enéquipe d'Irlande
- 88 sélections et 19 buts entre 1985 et 1999
- Participation au Championnat d'Europe des Nations en 1988 (Premier Tour)
- Participation à la Coupe du monde en 1990 (1/4 de finaliste) et en 1994 (1/8 de finaliste)

### Distinctions personnelles
- Meilleur buteur du Championnat de France de Division 2 en 1995 (31 buts) et en 1996 (30 buts)
- Meilleur buteur de la Coupe de France en 1994-1995 (3 buts)
- Élu meilleur joueur de l'année de Division 2 France Football en 1995[7]
- Membre de l'équipe-type de l'année de Third Division en 1985, en 1986 et en 1987

## Carrière
| Saison                | Club                   | Championnat           | Championnat | Championnat | Coupe nationale | Coupe nationale | Coupe de la Ligue | Coupe de la Ligue | Compétition(s) continentale(s) | Compétition(s) continentale(s) | Compétition(s) continentale(s) | République d'Irlande | République d'Irlande | Total | Total |
| Saison                | Club                   | Division              | M.          | B.          | M.              | B.              | M.                | B.                | Comp.                          | M.                             | B.                             | M.                   | B.                   | M.    | B.    |
| 1981-1982             | Gillingham FC          | Third Division        | 24          | 5           | -               | -               | -                 | -                 | -                              | -                              | -                              | -                    | -                    | 24    | 5     |
| 1982-1983             | Gillingham FC          | Third Division        | 38          | 15          | -               | -               | -                 | -                 | -                              | -                              | -                              | -                    | -                    | 38    | 15    |
| 1983-1984             | Gillingham FC          | Third Division        | 37          | 12          | -               | -               | -                 | -                 | -                              | -                              | -                              | -                    | -                    | 37    | 12    |
| 1984-1985             | Gillingham FC          | Third Division        | 43          | 16          | -               | -               | -                 | -                 | -                              | -                              | -                              | 2                    | 0                    | 45    | 16    |
| 1985-1986             | Gillingham FC          | Third Division        | 34          | 14          | -               | -               | -                 | -                 | -                              | -                              | -                              | 1                    | 0                    | 35    | 14    |
| 1986-1987             | Gillingham FC          | Third Division        | 43          | 16          | -               | -               | -                 | -                 | -                              | -                              | -                              | -                    | -                    | 43    | 16    |
| Sous-total            | Sous-total             | Sous-total            | 219         | 78          | -               | -               | -                 | -                 | -                              | -                              | -                              | 3                    | 0                    | 222   | 78    |
| 1987-1988             | Millwall Football Club | Second Division       | 39          | 20          | 7               | 3               | -                 | -                 | -                              | -                              | -                              | 4                    | 1                    | 50    | 24    |
| 1988-1989             | Millwall Football Club | First Division        | 38          | 13          | 7               | 2               | -                 | -                 | -                              | -                              | -                              | 8                    | 3                    | 53    | 18    |
| 1989-1990             | Millwall Football Club | First Division        | 28          | 9           | 9               | 2               | -                 | -                 | -                              | -                              | -                              | 3                    | 1                    | 40    | 12    |
| Sous-total            | Sous-total             | Sous-total            | 105         | 42          | 23              | 7               | -                 | -                 | -                              | -                              | -                              | 15                   | 5                    | 143   | 54    |
| 1989-1990             | Aston Villa            | First Division        | 10          | 2           | -               | -               | -                 | -                 | -                              | -                              | -                              | 8                    | 0                    | 18    | 2     |
| 1990-1991             | Aston Villa            | First Division        | 36          | 9           | 1               | 0               | 1                 | 0                 | C3                             | 3                              | 0                              | 7                    | 2                    | 48    | 11    |
| Sous-total            | Sous-total             | Sous-total            | 46          | 11          | 1               | 0               | 1                 | 0                 | -                              | 3                              | 0                              | 15                   | 2                    | 66    | 13    |
| 1991-1992             | Celtic FC              | Premier League        | 24          | 4           | -               | -               | -                 | -                 | C3                             | 4                              | 0                              | 2                    | 2                    | 30    | 6     |
| Sous-total            | Sous-total             | Sous-total            | 24          | 4           | -               | -               | -                 | -                 | -                              | 4                              | 0                              | 2                    | 2                    | 30    | 6     |
| 1991-1992             | Chelsea FC             | First Division        | 11          | 2           | 2               | 0               | -                 | -                 | -                              | -                              | -                              | 3                    | 1                    | 16    | 3     |
| 1992-1993             | Chelsea FC             | Premier League        | 9           | 2           | -               | -               | -                 | -                 | -                              | -                              | -                              | 5                    | 1                    | 14    | 3     |
| 1993-1994             | Chelsea FC             | Premier League        | 20          | 4           | 2               | 0               | 1                 | 0                 | -                              | -                              | -                              | 7                    | 1                    | 30    | 5     |
| Sous-total            | Sous-total             | Sous-total            | 40          | 8           | 4               | 0               | 1                 | 0                 | -                              | -                              | -                              | 15                   | 3                    | 60    | 11    |
| 1994-1995             | Olympique de Marseille | Division 2            | 38          | 31          | 6               | 3               | 1                 | 0                 | C3                             | 4                              | 2                              | 5                    | 0                    | 54    | 36    |
| 1995-1996             | Olympique de Marseille | Division 2            | 37          | 30          | 7               | 2               | 3                 | 2                 | -                              | -                              | -                              | 7                    | 0                    | 54    | 34    |
| 1996-1997             | Olympique de Marseille | Division 1            | 9           | 0           | -               | -               | -                 | -                 | -                              | -                              | -                              | 3                    | 2                    | 12    | 2     |
| Sous-total            | Sous-total             | Sous-total            | 84          | 61          | 13              | 5               | 4                 | 2                 | -                              | 4                              | 2                              | 15                   | 2                    | 120   | 72    |
| 1996-1997             | AS Nancy-Lorraine      | Division 1            | 12          | 6           | 1               | 0               | -                 | -                 | -                              | -                              | -                              | 4                    | 2                    | 17    | 8     |
| 1997-1998             | AS Nancy-Lorraine      | Division 2            | 35          | 11          | 2               | 0               | 2                 | 1                 | -                              | -                              | -                              | 6                    | 3                    | 45    | 15    |
| 1998-1999             | AS Nancy-Lorraine      | Division 1            | 32          | 12          | 1               | 0               | 2                 | 0                 | -                              | -                              | -                              | 7                    | 0                    | 42    | 12    |
| 1999-2000             | AS Nancy-Lorraine      | Division 1            | 30          | 15          | -               | -               | 1                 | 0                 | -                              | -                              | -                              | 5                    | 0                    | 36    | 15    |
| Sous-total            | Sous-total             | Sous-total            | 109         | 44          | 4               | 0               | 5                 | 1                 | -                              | -                              | -                              | 22                   | 5                    | 140   | 50    |
| 2000-2001             | Red Star               | National              | 2           | 0           | -               | -               | -                 | -                 | -                              | -                              | -                              | -                    | -                    | 2     | 0     |
| Sous-total            | Sous-total             | Sous-total            | 2           | 0           | -               | -               | -                 | -                 | -                              | -                              | -                              | -                    | -                    | 2     | 0     |
| Total sur la carrière | Total sur la carrière  | Total sur la carrière | 629         | 248         | 45              | 12              | 11                | 3                 | -                              | 11                             | 2                              | 87                   | 19                   | 783   | 284   |

## Sources
- (en) Stephen McGarrigle, The Complete who's who of Irish international football : 1945-1996, Edimbourg, Mainstream Publishing, octobre 1996, 237 p. (ISBN 1-85158-894-9), p. 36-38